# Thrombus (geslacht)
Thrombus is een geslacht van sponsdieren uit de klasse van de Demospongiae (gewone sponzen). 

## Soorten
- Thrombus abyssi (Carter, 1873)
- Thrombus challengeri Sollas, 1886
- Thrombus jancai Lehnert, 1998
- Thrombus kittonii (Carter, 1874)
- Thrombus niger Topsent, 1904
- Thrombus ornatus Sollas, 1888

Niet geaccepteerde soort:
- Thrombus sphaeroidocladus Hartman & Hubbard, 1999 → Yucatania sphaeroidocladus (Hartman & Hubbard, 1999)